# Gabriel Knight : Énigme en Pays cathare
Gabriel Knight : Énigme en Pays cathare (Gabriel Knight 3: Blood of the Sacred, Blood of the Damned en version originale) est le troisième volet de la trilogie de jeux d'aventure Gabriel Knight. Il a été publié en 1999 sur PC par Sierra On-Line.

## Synopsis
Dans ce troisième opus de la trilogie Gabriel Knight, l'intrigue se passe en France dans un petit village du Languedoc appelé Rennes-le-Château. Gabriel est à la recherche du fils de son employeur, un bébé enlevé par de mystérieux agresseurs, ce qui le conduit dans ce village du sud de la France. Se basant sur une intrigue réelle, l'histoire a notamment comme thèmes le Graal, le Trésor des Templiers, les Cathares, la franc-maçonnerie et l'Abbé Saunière.

## Système de jeu
Cet épisode est le premier de la série à avoir recours à une animation 3D. Cela a pour conséquence que les décors et les personnages sont de nouveaux représentés à partir d'images de synthèse et non à partir de vidéo comme c'est le cas dans le deuxième épisode, Gabriel Knight: The Beast Within.

## Accueil
- Adventure Gamers : 4/5[1]

## Équipe de développement
- Histoire : Jane Jensen ;
- Voix : David Allen Thomas Jr., René Auberjonois, Gregg Berger, Philippe Bergeron, Corey Burton, Tim Curry, Richard Doyle, Samantha Eggar, Jennifer Hale, Charity James, Tom Kane, Joe Lala, Karen Ross, Carolyn Seymour, Susan Silo, Russell Taylor, Simon Templeman, Billy West, John DeLancie ;
- Producteur : Steven Hill ;
- Musique : David Henry, Robert Holmes ;
- Création et écriture du jeu : Jane Jensen ;
- Producteur et manager du projet : Steven Hill ;
- Chef programmeur : Scott Honn.